# كايل لارسن
كايل لارسن (بالإنجليزية: Kyle Larsen)‏ هو لاعب الجسر ‏ أمريكي، ولد في 2 يناير 1950 في سان فرانسيسكو في الولايات المتحدة، وتوفي في 21 أغسطس 2012.